# Better Times
Better Times (Melhores Tempos (título em Portugal) ) é um filme de drama mudo norte-americano de 1919, dirigido por King Vidor. O estado de conservação do filme é desconhecido, sugerindo ser um filme perdido.

## Elenco
- ZaSu Pitts - Nancy Scroggs
- David Butler - Peter Van Alstyne
- Jack McDonald - Ezra Scroggs
- William De Vaull - Si Whittaker (como William De Vaulle)
- Hugh Fay - Jack Ransom
- George Hackathorne - Tony
- Georgia Woodthorpe
- Julanne Johnston - (como Julianne Johnstone)